# Fatumata Djau Baldé
Fatumata Djau Baldé é uma ativista e política guineense. Foi ministra dos Negócios Estrangeiros da Guiné Bissau em 2003. É presidente do Comité Nacional para o Abandono de Práticas Tradicionais Nefastas à Saúde da Mulher e da Criança.

## Biografia
É formada em Contabilidade e Mestre em Estudos legais pela ‘Atlantic International University. Activista de direitos humanos e dedicada na luta contra a prática de excisão feminina através da Organização Não Governamental – Comité Nacional para o Abandono de Práticas Tradicionais Nefastas à Saúde da Mulher e Criança, fundado em 1995. Presidente do Comité e também membro da direcção executiva do Comité Inter Africano para Abandono das Práticas Tradicionais Nefastas à Saúde da Mulher e Criança, uma organização guineense que se juntou à campanha "O Direito a Viver Sem Mutilação Genital Feminina" em Portugal.
Foi presidente do Instituto da Mulher e Criança, entre 2000/2001. Desempenhou a função da ministra dos Negócios Estrangeiros e das Comunidades, do Turismo, da Soliedariedade Social e  Administração Pública e Modernização de Estado.